# ريلان كيسيل
ريلان ويليام كيسيل (بالإنجليزية: Rylan Kissell)‏، من مواليد 13 مايو 2002، هو لاعب رماية أمريكي، حقق الميدالية الذهبية والفضية في دورة الألعاب الأمريكية سنة 2023.